# Мост Аполо
Мост Аполо (слч. Most Apollo, привремено познат као Most Košická током изградње) у Братислави је путни мост преко Дунава у главном граду Словачке. Налази се између Старог и Приставног моста. Изградња моста почела је 2003. године. Отворен је за јавност 5. септембра 2005. Име је добио по рафинерији нафте Аполон, која се пре Другог светског рата налазила на левој обали реке у овом подручју. Његове закривљене линије, нагнути лукови и виртуелно одсуство правих углова чине геометријски облик моста врло префињеним. Челична конструкција износи 5.240 тона, која се протеже 231 метар. Мост Аполо био је једини европски пројекат именован као један од пет финалиста за награду за изванредна достигнућа у грађевинарству 2006. (награда ОПАЛ) америчког удружења грађевинских инжењера.